# 아그네스 오벨
아그네스 오벨(Agnes Obel, 1980년 10월 28일 ~ )은 덴마크의 싱어송라이터이다.

## 음반 목록
- Philharmonics (2010)
- Aventine (2013)
- Citizen of Glass (2016)
- Myopia (2020)